# 페르닐레 블루메
페르닐레 블루메(덴마크어: Pernille Blume, 1994년 5월 14일~)는 덴마크의 전직 수영 선수이다. 주 종목은 자유형으로 2016년 하계 올림픽에서 여자 자유형 50m 종목 금메달과 여자 혼계영 499m 종목 동메달을 획득했다. 또한 2020년 하계 올림픽 자유형 50m 종목에서 동메달을 획득했고 세계 선수권 대회 동메달 1개, 세계 쇼트 선수권 대회 금메달 3개, 동메달 2개를 획득했다.

## 개인사
2020년 2월 프랑스의 수영 선수인 플로랑 마노두와 연인 관계가 되었으며 2021년 9월 약혼을 발표했다.